# Angelo Buzzi-Quattrini
Angelo Buzzi-Quattrini (* 20. Februar 1879 in Wien, Österreich-Ungarn; † 25. Februar 1941 in Fribourg, Schweiz) war ein österreichischer Bildhauer.

## Leben und Wirken
Der aus einer oberitalienischen Familie entstammende Angelo Buzzi-Quattrini wurde am 20. Februar 1879 in Wien geboren und studierte unter anderem von 1895 bis 1903 unter Edmund Hellmer und Carl Kundmann an der Akademie der bildenden Künste Wien. Von ebendieser wurde ihm zeitlebens die Goldene Fügermedaille verliehen; des Weiteren erhielt er ein sogenanntes Rom-Stipendium, das ihn nach Rom brachte. Später war er auch in Budapest tätig und lebte ab seiner Eheschließung im Jahre 1907 ständig in Österreich. Als Marmorpunktierer war er vor allem für den Bildhauer und Porträtisten Viktor Tilgner tätig und schuf zahlreiche Porträtbüsten für den Hof und den Hochadel. Dazu gehört unter anderem die Büste von Kaiser Franz Joseph I. in der Neuen Hofburg. Außerdem arbeitete er für seinen einstigen Jugendfreund Heimito von Doderer, von dem er eine Büste kreierte, die heute im Magistratischen Bezirksamt des 18. Wiener Gemeindebezirks steht. Des Weiteren schuf Buzzi-Quattrini zahlreiche Grabmonumente. Am 25. Februar 1941, fünf Tage nach seinem 62. Geburtstag, starb Buzzi-Quattrini in Fribourg in der Schweiz und wurde in weiterer Folge am Wiener Zentralfriedhof beerdigt.
Ein Familienangehöriger war der österreichische Ministerialrat und Funktionär im Österreichischen Segel-Verband Albert Alois Buzzi-Quattrini (1908–1969).

## Auszeichnungen
- Goldene Fügermedaille der Akademie der bildenden Künste Wien